# Espirat
Espirat ist eine französische Gemeinde mit 418 Einwohnern (Stand: 1. Januar 2022) im Département Puy-de-Dôme in der Region Auvergne-Rhône-Alpes. Espirat gehört zum Arrondissement Clermont-Ferrand und zum Kanton Billom (bis 2015: Kanton Vertaizon). Die Einwohner werden Piradaires genannt.

## Lage
Espirat liegt etwa 18 Kilometer ostsüdöstlich von Clermont-Ferrand in der Landschaft Limagne am Fluss Jauron. Umgeben wird Espirat von den Nachbargemeinden Bouzel im Norden, Moissat im Nordosten, Reignat im Osten, Billom im Süden, Chas im Westen sowie Vassel im Westen und Nordwesten.

## Bevölkerungsentwicklung
| Jahr                       | 1962 | 1968 | 1975 | 1982 | 1990 | 1999 | 2006 | 2013 |
| Einwohner                  | 245  | 282  | 300  | 293  | 238  | 242  | 315  | 331  |
| Quellen: Cassini und INSEE |      |      |      |      |      |      |      |      |

## Sehenswürdigkeiten
- Kirche Saint-Julien-d'Antioche, weitgehend aus dem 15. Jahrhundert
- Donjon mit Helixtreppe

## Weblinks

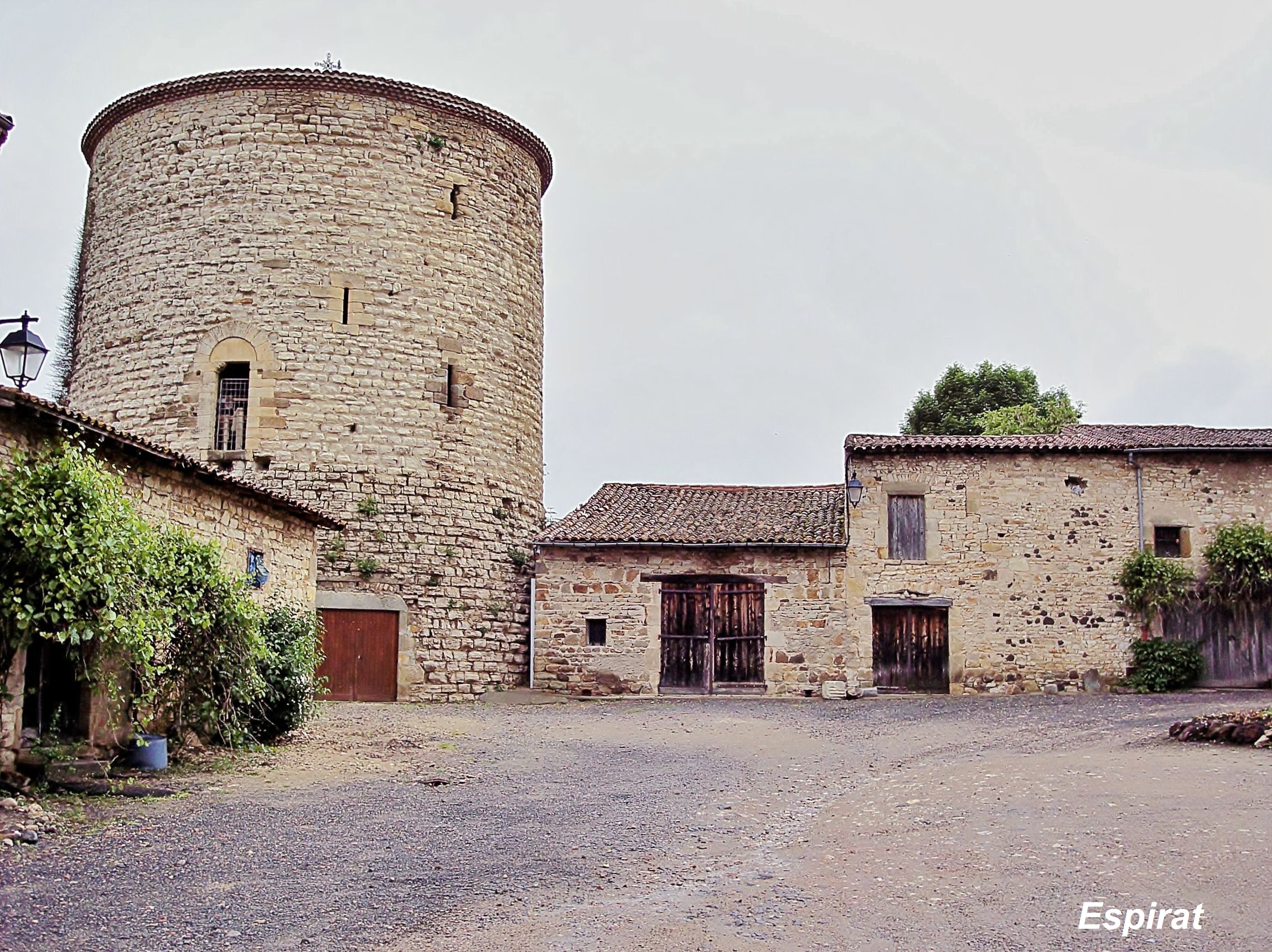
Donjon von Espirat